# Les enfants perdus
Les enfants perdus (internationaler englischsprachiger Titel: The Lost Children oder Lost Children) ist ein Mystery-Drama von Michèle Jacob. Die Premiere erfolgte Anfang Juli 2023 beim Internationalen Filmfestival Karlovy Vary.

## Handlung
Die 10-jährige Audrey, ihre ältere Schwester Alex und ihre beiden Brüder Gilles und Yannick wollen die Ferien mit ihrem Vater in einem abgelegenen Haus im Wald verbringen. Als sie am Morgen aufwachen und bemerken, dass ihr Vater verschwunden ist, sind sie zuerst nicht sonderlich beunruhigt. Sie tun, was Kinder tun, und spielen „Wahrheit oder Pflicht“ und gönnen sich eine Flasche Alkohol. Als ihr Vater nicht zurückkehrt, versuchen sie einen Weg zurück nach Hause zu finden. Der Wald um das abgelegene Haus herum, scheint den Kindern jedoch keine sichere Passage durch ihn gestatten zu wollen. Nach Einbruch der Dunkelheit geschehen seltsame Dinge.

## Produktion
Regie führte die Belgierin Michèle Jacob, die auch das Drehbuch schrieb. Les enfants perdus ist ihr Spielfilmdebüt. Sebastian Schelenz war als Produzent des Films tätig.
Iris und Liocha Mirzabekiantz, die Töchter der Regisseurin, spielen die 10-jährige Audrey und ihre Schwester Alex. Sie spielten bereits in ihrem Kurzfilm Juillet 96 aus dem Jahr 2020. Ihre Brüder Gilles und Yannick werden von Louis Litt Magis und Lohen Van Houtte gespielt.
Der Film erhielt finanzielle Unterstützung vom Centre du Cinéma et de l’Audiovisuel de la Fédération Wallonie-Bruxelles.
Die Dreharbeiten fanden von 1. bis 26. August 2022 in Zwijnaarde in der Nähe von Gent statt. Als Kamerafrau fungierte Nastasja Sternes, mit der Jacobs bereits für Juillet 96  zusammenarbeitete.
Die Premiere war am 1. Juli 2023 beim Internationalen Filmfestival Karlovy Vary. Im November 2023 wurde der Film beim Internationalen Filmfestival Thessalonik gezeigt. Im Juni 2024 wird er beim Sydney Film Festival vorgestellt, hiernach beim Brussels International Film Festival und im Juli 2024 beim Galway Film Fleadh.

## Auszeichnungen
Brussels International Film Festival 2024
- Auszeichnung mit dem Technical Jury Prize for Photography (Nastasja Saerens)[9]

Internationales Filmfestival Karlovy Vary 2023
- Nominierung im Proxima Competition[3]

São Paulo International Film Festival 2023
- Nominierung im New Directors Competition (Michèle Jacob)[10]